# Cnemaspis beddomei
Cnemaspis beddomei är en ödleart som beskrevs av  Theobald 1876. Cnemaspis beddomei ingår i släktet Cnemaspis och familjen geckoödlor. Inga underarter finns listade i Catalogue of Life.